# Między słowami (album)
Między słowami – piąty album studyjny polskiej piosenkarki Kasi Cerekwickiej. Wydawnictwo ukazało się 26 maja 2015 nakładem wytwórni muzycznej Sony Music Entertainment Poland. 
Materiał zgromadzony na albumie składa się z 11 polskojęzycznych utworów, które zostały napisane przez samą piosenkarkę. Producentem wydawnictwa został Piotr Siejka. Płyta zadebiutowała na 21. miejscu polskiej listy sprzedaży – OLiS.
Promocję albumu rozpoczęto w marcu 2015, wraz z premierą pierwszego promującego singla – „Między słowami”. 31 lipca wydany został drugi utwór „Puls”, który na potrzeby singla nagrano z gościnnym udziałem Grzegorza Hyżego. Następnym singlem została piosenka „Szczęście”. 16 maja 2016 wydała czwarty singel – „Głód”.

## Lista utworów
Opracowano na podstawie materiału źródłowego.
| Nr  | Tytuł utworu              | Słowa            | Muzyka                         | Długość |
| --- | ------------------------- | ---------------- | ------------------------------ | ------- |
| 1.  | „Między słowami”          | Kasia Cerekwicka | Kasia Cerekwicka, Piotr Siejka | 3:08    |
| 2.  | „Szczęście”               | Kasia Cerekwicka | Kasia Cerekwicka, Piotr Siejka | 3:12    |
| 3.  | „Puls”                    | Kasia Cerekwicka | Kasia Cerekwicka, Piotr Siejka | 3:29    |
| 4.  | „Mamy tylko dziś”         | Kasia Cerekwicka | Kasia Cerekwicka, Piotr Siejka | 3:53    |
| 5.  | „Głód”                    | Kasia Cerekwicka | Kasia Cerekwicka, Piotr Siejka | 3:15    |
| 6.  | „Logarytmy uczuć”         | Kasia Cerekwicka | Kasia Cerekwicka               | 3:24    |
| 7.  | „Ideał”                   | Kasia Cerekwicka | Kasia Cerekwicka, Piotr Siejka | 3:09    |
| 8.  | „Urodzić się raz jeszcze” | Kasia Cerekwicka | Kasia Cerekwicka, Piotr Siejka | 2:41    |
| 9.  | „Czy słyszysz mnie?”      | Kasia Cerekwicka | Kasia Cerekwicka               | 3:44    |
| 10. | „Niewyraźny”              | Kasia Cerekwicka | Kasia Cerekwicka, Piotr Siejka | 2:46    |
| 11. | „Niewiadoma”              | Kasia Cerekwicka | Kasia Cerekwicka, Piotr Siejka | 3:41    |
|     |                           |                  |                                | 36:22   |

## Piosenkarka o albumie
Przez ostatnie trzy lata bardzo ciężko pracowałam, napisałam prawie sto piosenek. Nagrałam kilkanaście demówek, poszukując nowego kierunku muzycznego. Dostałam, szansę pracy nad płytą na moich warunkach i wolność artystyczną, o którą zabiegałam przez ostatnie lata. Dziś mogę powiedzieć, że nareszcie mam dobry materiał, że muzyka znów mnie cieszy i chciałabym podzielić się nią z innymi. To będzie płyta najbliższa mojemu sercu i najbardziej pozytywna.

## Pozycja na liście sprzedaży
| Kraj   | Lista (2015)  | Najwyższa pozycja |
| ------ | ------------- | ----------------- |
| Polska | OLiS – albumy | 21                |